# Chouette (constellation)

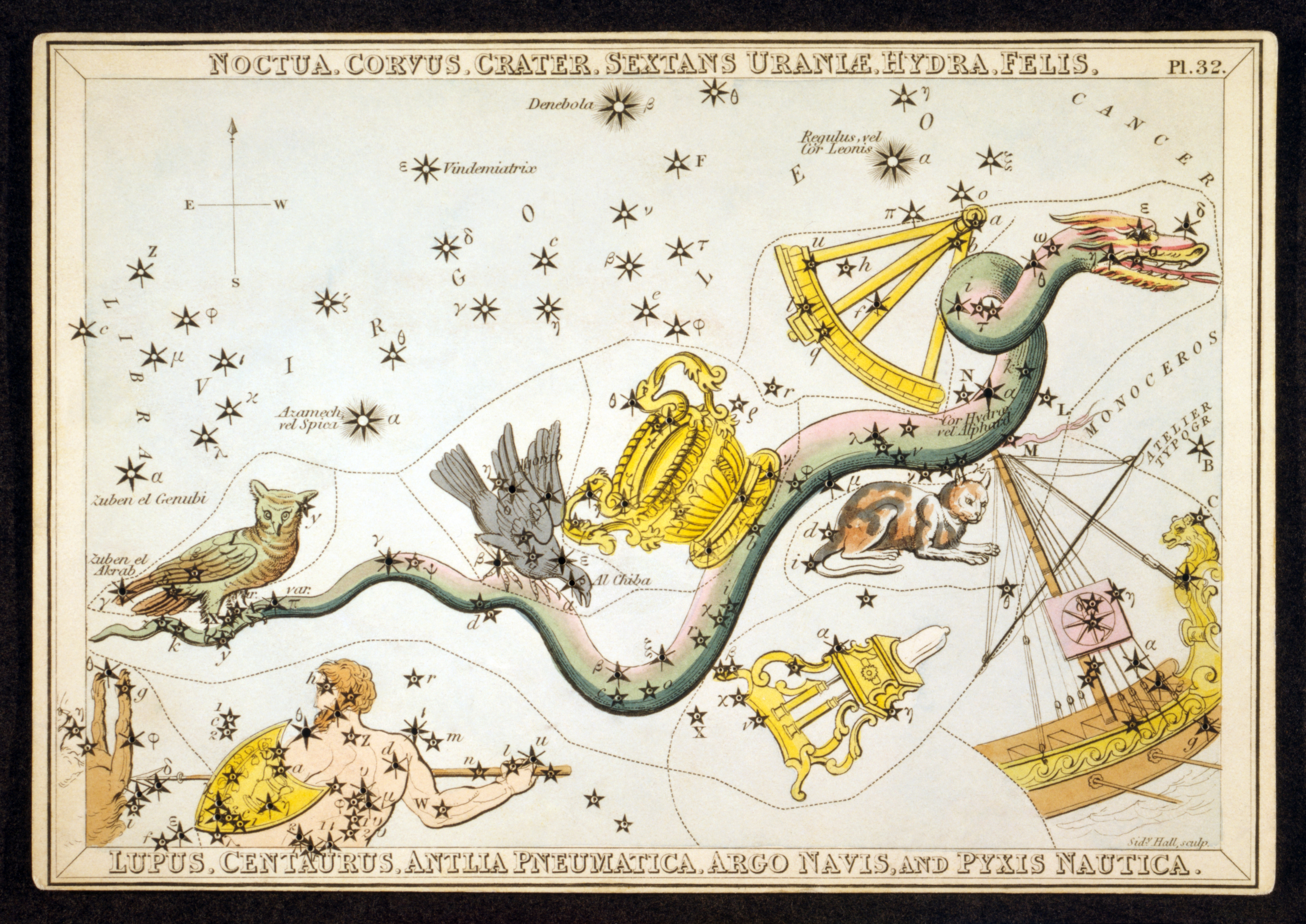
La carte no 32 de lUrania's Mirror représente Noctua la chouette perchée sur la queue d'un serpent qui représente la constellation de l'hydre.

La Chouette (en latin Noctua) est une ancienne constellation située entre les constellations de l'Hydre et de la Balance, près de la queue de la première. Elle remplaça la constellation plus ancienne de la Grive solitaire. Son origine est inconnue. Elle est devenue obsolète.
Elle remplaça la Grive solitaire au plus tard en 1822, année à laquelle elle apparaît dans un atlas d'Alexander Jamieson. Elle apparaît également dans un atlas d'Elijah Burritt en 1835.
Elle était composée des étoiles 4 Librae et 54 à 57 Hydrae, qui sont entre la 4e et la 6e magnitude.